# Jessica Capshaw
Jessica Capshaw (Columbia, Misuri, 9 de agosto de 1976) es una actriz estadounidense, conocida por su papel de Arizona Robbins en la serie de televisión Grey's Anatomy.

## Carrera artística
“No recuerdo tener 19 años y que alguien me diera una llave de oro y me diga ‘Bienvenida a Hollywood, que trabajo le gustaría?”, dijo. “Siempre tuve que trabajar duro por lo que tuve y por quedarme donde estaba”. Luego de tener varios papeles en películas y aparecer como invitada en varios shows, obtuvo su primer rol en televisión en Odd Man Out. El show duró una sola temporada pero le dio un comienzo a su carrera. Luego protagonizó papeles en películas como Minority Report (2002), con Tom Cruise, y series como The Practice en el papel de Jamie Stinger o Bones (2005) como Rebecca. Capshaw siguió varios papeles en películas y series, incluyendo el papel en la serie The L Word, haciendo de pareja de Jennifer Beals.

## Grey's Anatomy
En 2009, consiguió un papel en su show de televisión favorito, Grey's Anatomy.
Había audicionado para el show anteriormente (2007), cuando había dado a luz recientemente a su primer hijo, por el papel de Rose la enfermera (también interés amoroso de Derek Shepherd), pero no lo había conseguido. Luego volvió a audicionar para el personaje de Sadie (amiga de Meredith Grey), pero tampoco lo había conseguido. Tuvo mejor suerte años posteriores cuando se le fue asignado el rol de la doctora Arizona Robbins, la nueva cirujana pediátrica del hospital. 
Coincidió con Katherine Heigl en Valentine (2001) y con Chyler Leigh en The Practice, antes de compartir pantalla con ambas en el drama médico.

## Vida personal
Es hija de Robert y Kate Capshaw. Además, es hijastra de Steven Spielberg. Nació en Columbia, Misuri, donde sus padres residían. Kate y Bob se divorciaron cuando ella tenía tres años, durante ese tiempo, se mudó junto con su madre a Los Ángeles, donde Kate comenzó su nuevo camino en la actuación. Se crio toda su infancia en medio de los sets de las películas en las que su madre era protagonista. Kate se casó con Steven Spielberg cuando Jessica tenía quince años (1991). Además de tener tres padres, ella es una de los siete hijos biológicos y adoptados de ellos. Entre ellos se encuentran sus tres medio hermanas Sasha Spielberg, Mikaela Spielberg y Destry Spielberg y sus tres medio hermanos Theo Spielberg, Sawyer Spielberg y Max Spielberg. Jessica se graduó en la Universidad de Harvard en 1994 y en la Universidad de Brown en 1998. Luego asistió a clases de actuación en la Royal Academy of Dramatic Arts en Londres. Desde ahí, consiguió su primer papel en la actuación en televisión en Odd Man Out (1999)
Se casó en 2004 con Christopher Gavigan, quien es un empresario y cofundador junto con Jessica Alba de The Honest Company. 
La pareja le dio la bienvenida a su primer hijo el 8 de septiembre de 2007, Luke Hudson Gavigan. Fue su hijo quién a los dos años de edad, descubrió que su madre estaba embarazada: “El señaló a mi panza y dijo ‘Mami, bebe en tu pancita’ Y yo decía ‘¿Qué significa eso? ¿Estoy gorda?” Capshaw dijo “Resultó que estaba (embarazada)”. 
En 2010, concibieron a su segunda hija, Eve Augusta Gavigan, que nació en octubre del mismo año, seguida en 2012 por la tercera hija de la pareja, Poppy James Gavigan. El día 2 de mayo de 2016 Jessica Capshaw dio a luz a su cuarta hija, Josephine Kate Gavigan.
Su mejor amiga es Sasha Alexander, quien protagoniza la serie Rizzoli and Isles. Ambas son madrinas de los hijos de la otra.

## Filmografía

### Cine
| Año  | Título                 | Rol                                    | Notas         |
| ---- | ---------------------- | -------------------------------------- | ------------- |
| 1997 | The Locusts            | Patsy                                  |               |
| 1998 | Denial                 | Marcia                                 |               |
| 1999 | The Love Letter        | Kelly                                  |               |
| 2000 | Killing Cinderella     | Beth                                   |               |
| 2000 | Big Time               | Claire                                 | Cortometraje  |
| 2001 | Valentine              | Dorothy Wheeler                        |               |
| 2002 | The Mesmerist          | Daisy Valdemar                         |               |
| 2002 | Minority Report        | Evanna                                 |               |
| 2003 | View from the Top      | Royalty International Flight Attendant | Sin acreditar |
| 2006 | The Groomsmen          | Jen                                    |               |
| 2007 | Blind Trust            | Cassie Stewart                         |               |
| 2014 | The Hero of Color City | Duck                                   |               |
| 2020 | Holidate               | Abby                                   |               |
| 2022 | Dear Zoe               | Elly Gladstone                         |               |

### Televisión
| Year            | Title                 | Role            | Notes                                                                                             |
| --------------- | --------------------- | --------------- | ------------------------------------------------------------------------------------------------- |
| 1999            | ER                    | Sally McKenna   | 1 episodio: "Rites of Spring"                                                                     |
| 1999-2000       | Odd Man Out           | Aunt Jordan     | Elenco principal 13 episodios                                                                     |
| 2001            | The Back Page?        |                 | Película de televisión                                                                            |
| 2002-2004       | The Practice          | Jamie Stringer  | Elenco principal Temporada 7 y 8; 42 episodios                                                    |
| 2005            | How I Met Your Mother | Sin acreditar   | 1 episodio: “Okay Awesome”                                                                        |
| 2005            | Into the West         | Rachel Wheeler  | 1 episodio: "Manifest Destiny"                                                                    |
| 2006            | Thick and Thin        | Mary            | Sin emitir                                                                                        |
| 2006            | Bones                 | Rebecca Stinson | 2 episodios: "Mother and Child in the Bay", "The Truth in the Lye"                                |
| 2007            | The L Word            | Nadia Karella   | 3 episodios: "Livin' La Vida Loca", "Lassoed", "Layup"                                            |
| 2009            | Head Case             |                 | 1 episodio: "Tying the Not"                                                                       |
| 2009–2018; 2024 | Grey's Anatomy        | Arizona Robbins | Recurrente (Temporada 5) Elenco principal (Temporadas 6–14) Invitada (Temporada 20) 215 episodios |
| 2010            | One Angry Juror       | Sarah Walsh     | Película de televisión                                                                            |
| 2022            | Tell Me Lies          | CJ Albright     |                                                                                                   |